# Ballerine (film)
Ballerine è un film del 1936 diretto da Gustav Machatý.

## Trama

I protagonisti Silvana Jachino e Antonio Centa in una scena del film

Fanny è una giovane ballerina di fila cresciuta per molti anni con il suo maestro di danza Ronchetti, mentore e padre adottivo. Alla morte del maestro, Fanny viene scritturata per un nuovo spettacolo al posto della famosa ballerina Sandri, la quale, a causa dei suoi capricci da diva, perde il ruolo.
Fanny ottiene un clamoroso successo e si fidanzerà con Mario, un giovane giornalista, e penserà così di accettare le di lui richieste sposandolo al più presto, a costo di abbandonare la sua professione.
Alla fine Fanny preferirà seguire i suoi sogni e abbraccerà senza riserve la carriera di ballerina per la quale ha lavorato tutta la vita, rifiutando un amore che le chiedeva solo rinunce.

## Produzione
Ballerine, tratto dal romanzo di Giuseppe Adami Fanny, ballerina della "Scala" (che per diverso tempo venne anche indicato come titolo del film) fu realizzato negli stabilimenti di Tirrenia. L'inizio della sua lavorazione era programmato per il 2 gennaio 1936, ma dovette essere rinviato in quanto l'attrice e danzatrice russa Irina Lucacevich, a quel tempo artista di grande successo e protagonista designata, rimase uccisa il 27 dicembre 1935 in un incidente causato da un tram mentre si trovava a Torino. Per sostituirla, dopo una serie di ricerche e provini, venne scelta la quasi debuttante Silvana Jachino, e tutto questo comportò uno slittamento dei lavori di oltre un mese. Utilizzando alcuni spezzoni di pellicola derivati da documentari, nella pellicola vennero comunque inserite, per una commemorazione, alcune sequenze con la Lucacevich.

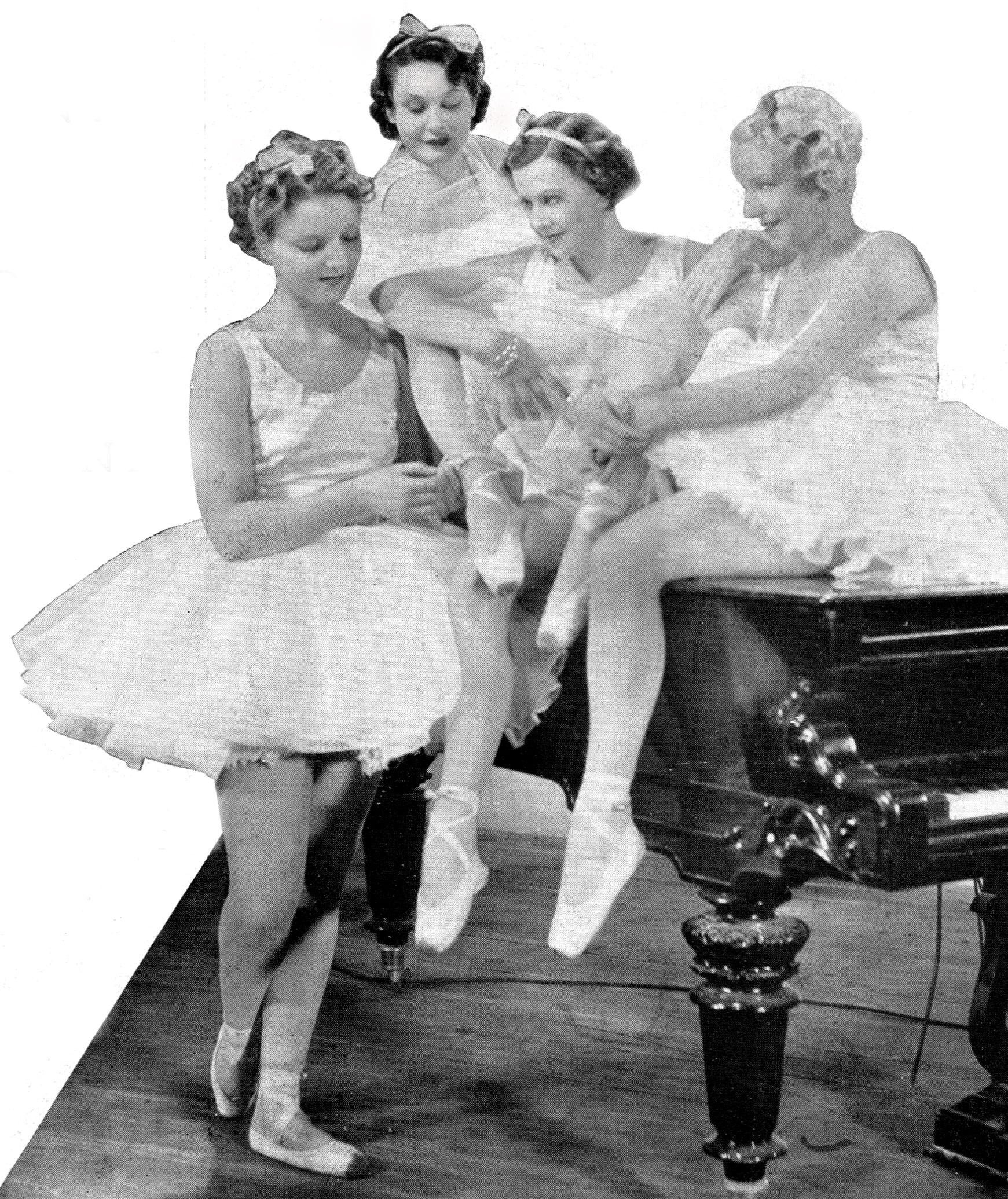
Foto pubblicitaria

Il film venne prodotto dalla A.F.I. (Anonima Film Internazionali), società appositamente creata, che in seguito non realizzò più nulla. Durante la lavorazione venne molto propagandato quale «grandioso film musicale e coreografico che avrà notevole risonanza all'estero [e che] confermerà il risveglio produttivo della cinematografia italiana».
A sostegno di queste aspirazioni venne chiamato alla regia il boemo Gustav Machatý, che aveva riscosso un grande successo dirigendo le sue precedenti pellicole Notturno ed Estasi, entrambe del 1934, in base alle quali veniva all'epoca definito «uno dei migliori direttori europei».
Machatý, inizialmente invitato in Italia per dirigere un film di ispirazione sociale (La fabbrica assediata, con una trama abbastanza simile a quella di Acciaio), poi non realizzato, era stato trattenuto da Luigi Freddi - la cui moglie Maria Scialiapin, che ebbe anche un piccolo ruolo nel film, era una danzatrice classica - ed indirizzato verso la direzione di Ballerine, anche perché egli non aveva esitato a tessere lodi della cinematografia italiana scrivendo che «il livello del film italiano è eccezionalmente alto». L'atmosfera di favore con cui veniva vista la produzione di Ballerine condusse anche qualche commentatore a considerare il film come una versione cinematografica delle molte opere di Degas, dedicate alle danzatrici classiche.
Dopo il rinvio iniziale, la lavorazione durò per poco più di 2 mesi concludendosi alla metà di aprile 1936. In qualità di aiuto regista operò Giorgio Bianchi, presente nel film nel ruolo del pianista. Vi presero parte come assistenti alla regia due giovani che si erano particolarmente distinti nei Littoriali della cultura e dell'arte svoltisi a Roma nel 1935, cioè i cugini Alberto Mondadori e Mario Monicelli, quest'ultimo come ciacchista. La futura moglie di Machatý, Maria Ray, interpretò il ruolo della signora Alexa. Le riprese esterne furono realizzate a Roma (quartiere Flaminio), al teatro Verdi di Pisa, al Teatro dell'Opera di Roma ed al Teatro della Pergola di Firenze. .
Sin dall'inizio della sua ideazione Ballerine era destinato a partecipare alla Mostra di Venezia, visto come trampolino di lancio per possibili edizioni destinate ad altri paesi. Ma, nonostante queste speranze, la produzione incontrò notevoli difficoltà ad accordarsi con il regista a causa dei continui cambi di programma che costui imponeva alla lavorazione, oppure il fatto di voler lavorare solo di notte, al punto che, dopo molte controversie e litigi, Machaty lasciò Tirrenia a film ancora incompiuto e non seguì il montaggio.

## Distribuzione
Ottenuto il visto della censura nel luglio 1936. Ballerine venne proiettato per la prima volta in pubblico alla 4ª Mostra internazionale d'arte cinematografica di Venezia la sera del 16 agosto 1936, venendo accolto negativamente.
Fu distribuito nelle sale cinematografiche italiane dalla ENIC il 14 febbraio 1937 dopo averne modificato il dialogo, ritenuto dalla casa di produzione il motivo dell'insuccesso; venne così doppiato e in aggiunta fu inserita una canzone assente in precedenza.

## Accoglienza

### Critica
Il film venne bocciato da quasi tutti i critici presenti alla manifestazione veneziana e, in più, fu lungamente fischiato dagli spettatori. Peraltro, i pochi critici che non lo stroncarono si limitarono a mettere in risalto «costumi, acconciature, fotografia tutti molto riusciti», oppure lo apprezzarono soltanto come vanto per «la cinematografia italiana che ha potuto mettere a disposizione di un notissimo regista straniero dei mezzi tecnici di prim'ordine [per cui] da tale punto di vista il film ha pochi rivali e i suoi valori sono tutti consentiti da un complesso tecnico cui non si poteva aspirare l'anno scorso».

Maria Ray interpreta Alexa

Al di là dei pochi commenti di circostanza, i critici scrissero «del più totale, fragoroso ed irrimediabile fiasco che si ricordi in 4 anni di Mostra, accolto da un coro di indignazione [in quanto] in mano a Machaty tutto è così falso che sembrano finte persino le rovine di Roma, da far veramente dispetto», oppure che «tutto quanto si doveva fare è stato fatto per offrire [al regista ndr] un'ospitalità concreta e cordiale. Purtroppo la fiducia riposta è stata tradita; la vicenda non è potuto apparire convincente. Il torto imperdonabile di Macahaty è di aver voluto fare un film internazionale con ambienti di terza mano».
Il sommarsi di tanti giudizi negativi comportò che Ballerine, nonostante le speranze di un'affermazione internazionale, non ricevesse neppure un riconoscimento in una Mostra pur prodiga di coppe, targhe e premi, né desse luogo ad alcuna versione straniera. Il film dovette essere quasi completamente rifatto, tanto che entrò nel circuito commerciale italiano solo molti mesi dopo Venezia, ma, anche in questo caso non convinse la critica che lo definì «una edizione completamente riveduta e corretta del film che è stato presentato a Venezia. Questo a sua volta era una edizione completamente riveduta e corretta del film diretto da Machaty, se si aggiunge che quello di Machaty era una versione diversa dal soggetto di Adami, si avrà un'idea del lavoro fatto da numerosi cervelli che si sono consumati per questo film. Come spesso succede in casi del genere i risultati non sono stati pari allo sforzo. La conclusione è un film slavato e neutro». Anche chi si era riproposto di incoraggiare i film di produzione italiana scrisse che «Ballerine non ammette pietà [...] Ancora una volta quella specie di regista straniero è affogato nel disastro, tutto appare storpiato, ingarbugliato, inconcludente».

Una scena con Silvana Jachino e Olivia Fried

Con il trascorrere del tempo i giudizi sul film non cambiarono. Massimo Mida, che definì il film «mediocre e male organizzato», sostenendo che «Machaty diede i peggiori risultati a chi credeva in un fruttuoso inserimento di registi stranieri nel nostro cinematografo [ma] quando un regista straniero è chiamato in Italia, deve partire da un'aspirazione sincera, dalla sentita necessità di tradurre in immagini un'atmosfera e dei personaggi italiani».
Questa valutazione venne riproposta anche molti decenni dopo, quando Ballerine venne definito «il fallimento più clamoroso dell'innesto in Italia di importanti registi stranieri», frutto della costante preoccupazione di ricorrere a prestigiosi registi la cui presenza avrebbe dovuto giovare all'esportazione delle produzioni italiane all'estero, oltre a facilitare - secondo le intenzioni - una maturazione qualitativa della cinematografia nazionale.
Come di tutta la produzione italiana degli anni trenta, anche per Ballerine non sono disponibili dati ufficiali sui risultati commerciali. Dopo il clamoroso insuccesso di questo film, Machaty andò a lavorare a Hollywood, ma non venne più richiamato in Italia (dove invece restò a lavorare per molti anni Václav Vích, cineoperatore che egli aveva portato con sé proprio in questa occasione).